# Dalton (Wisconsin)
Dalton – jednostka osadnicza w Stanach Zjednoczonych, w stanie Wisconsin, w hrabstwie Green Lake.